# No longer at Ease
Albums de Nneka
Victim Of Truth Concrete Jungle
No Longer at Ease est le deuxième album de la chanteuse Nneka, sorti en 2008.

## Titres
1. Death
2. Heartbeat
3. Mind vs Heart
4. Suffri
5. Come With me
6. Gypsy
7. Halfcast
8. Something To Say
9. Streets Lake Love
10. Niger Delta
11. From Africa 2 U
12. Running Away
13. Focus
14. Kangpe
15. Deadly Combination
16. Walking